# Gallatin megye (Kentucky)
Gallatin megye az Amerikai Egyesült Államokban, azon belül Kentucky államban található. Megyeszékhelye és legnagyobb városa Warsaw. Lakosainak száma 8690 fő (2020. április 1.). Gallatin megye Switzerland, Boone, Grant, Owen és Carroll megyékkel határos.

## Népesség
A megye népességének változása:
| Lakosok száma | 8605 | 8550 | 8462 | 8474 | 8636 | 8690 |
|               | 2010 | 2011 | 2012 | 2013 | 2015 | 2020 |